# Кунзах
Кунза́х (авар. Кунзахъ) — село в Гумбетовском районе Дагестана, Российская Федерация.
Входит в сельское поселение «Сельсовет „Игалинский“».

## Географическое положение
Расположено в 11 км к юго-востоку от районного центра села Мехельта.

## Население
| 1926 | 1939 | 1970 | 1989 | 2002 | 2010 | 2021 |
| ---- | ---- | ---- | ---- | ---- | ---- | ---- |
| 126  | ↘66  | ↗520 | ↘208 | ↗322 | ↗362 | ↗379 |

Моноэтническое аварское село.